# Біла революція

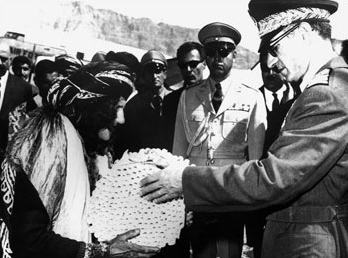
Шах роздає земельні акти

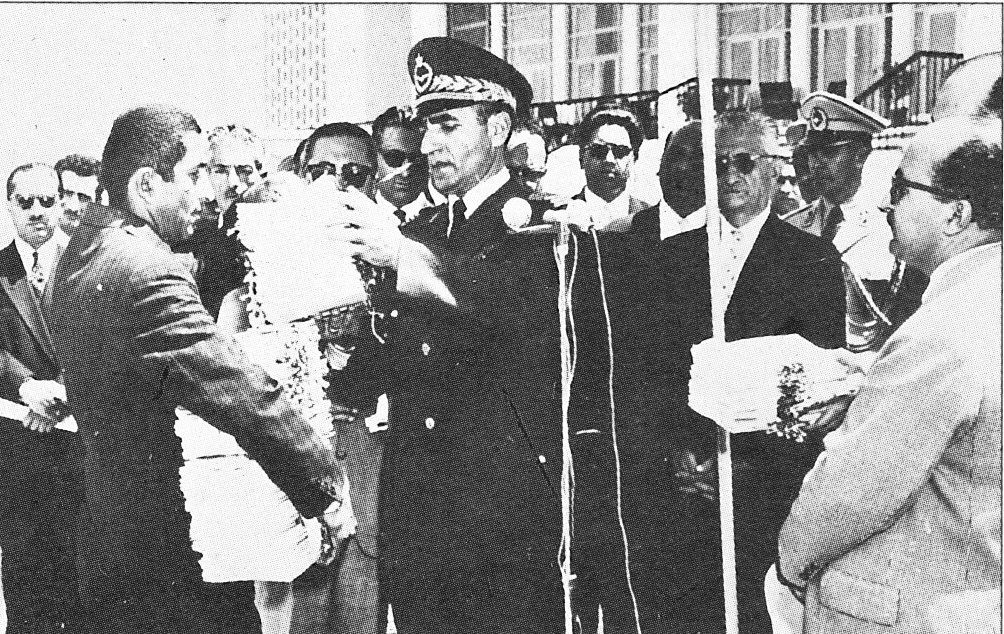
Шах роздає земельні акти, Біла революція, 1963

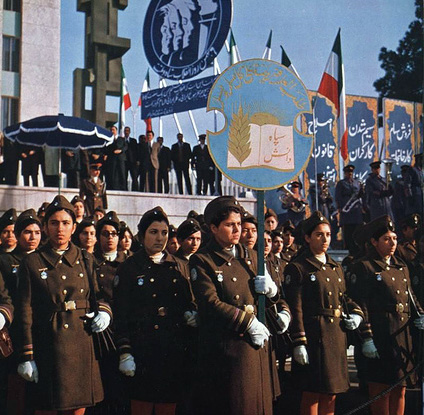
Жіночий освітній корпус

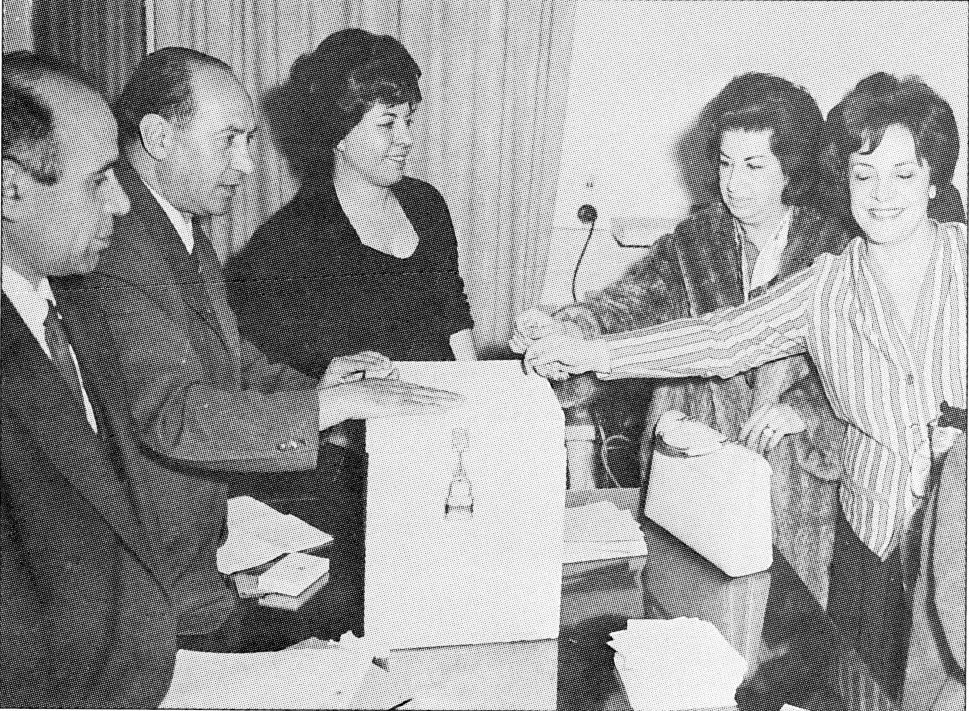
Жінки голосують вперше, 1963

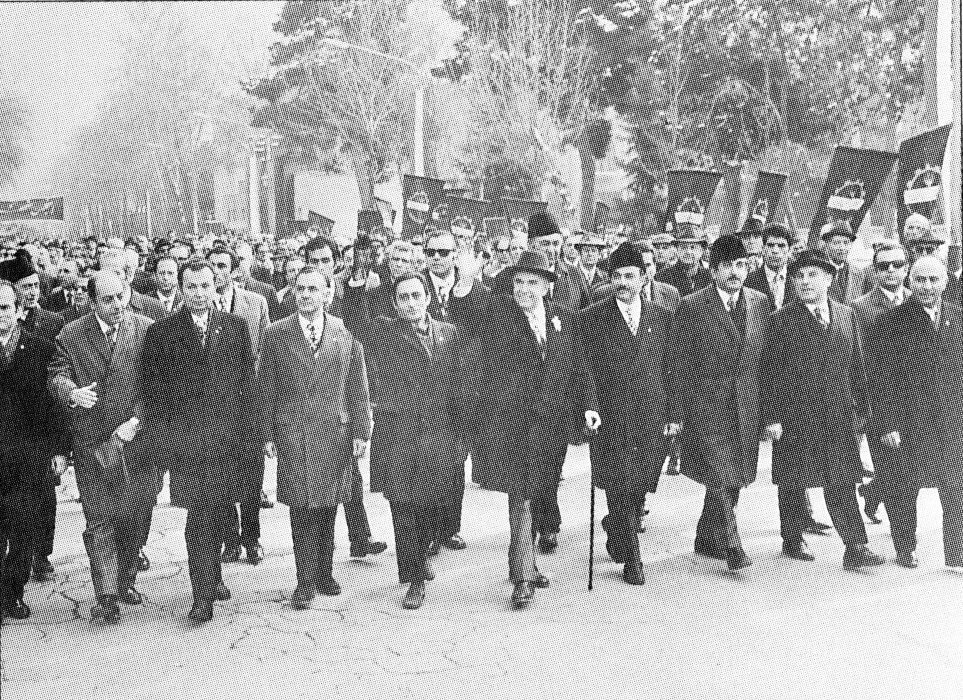
Прем'єр Амір Аббас Ховейда та його кабінет у річницю реформ, 1974

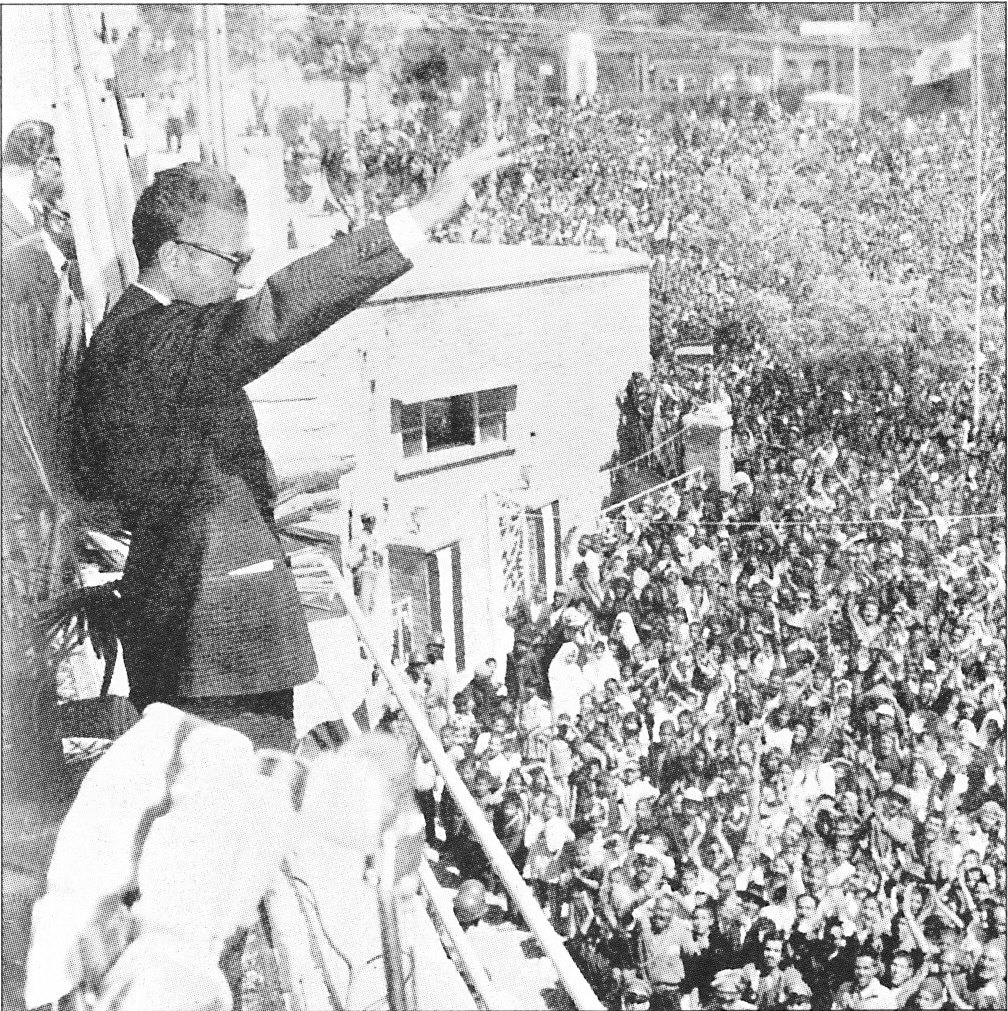
Шах розповідає про принципи революції, 1963

Бі́ла револю́ція (перс. انقلاب سفید Enghelāb-e Sefid, Енгелаб-е-Сефід або Шахська і народна революція (перс. انقلاب شاه و مردم, трансліт. Enqelâb-e Šâh o Mardom)) — цикл реформ, проведених шахом Ірану Мохаммедом Реза Пехлеві в 1960-1970-х роках з метою подолання феодальних пережитків і інтеграції в світову капіталістичну систему. Шість пунктів економічних і соціальних реформ дістали всенародне схвалення на референдумі 26 січня 1963 року. Десятки мільярдів нафтодоларів вкладалися в престижні проєкти соціально-економічного перевлаштування суспільства. Була проведена аграрна реформа, яка наділила селян землею.

## Причини
«Біла революція» була обумовлена як внутрішніми потребами осучаснення країни, так і наполяганнями США (Президент Джон Кеннеді вважав, що американська допомога союзникам не може замінити внутрішніх перетворень в цих країнах). Оскільки велика частина панівного класу, пов'язана з напівфеодальним землеволодінням, не бажала змін, шах розпустив Меджліс і проводив реформи своїми декретами.

## Аграрна реформа
Найважливішою реформою була аграрна, проведена у декілька етапів і що ліквідувала залишки феодалізму в селі. У першій половині 1960-х років площа землеволодіння обмежувалася землями одного села, а решта передавалися безземельним селянам на виплату на 15 років. У середині 1960-х років був введений максимум землеволодіння 30 га зрошуваних і 200 га богарних земель (встановлювався привілей до 500 га господарствам, що застосовують капіталістичні методи с/г виробництва).
На початку 1970-х років держава створювала умови для кооперативного руху і для великих зернових господарств на державних землях. В цілях загальнокультурного підйому села туди були направлені добровольці-військовозобов'язані з Корпусів освіти і охорони здоров'я.
Наслідки аграрних перетворень були неоднозначні і суперечливі. У 1960-х роках селянське безземелля (60 % селян) змінилося селянським малоземеллям (іншого при обмеженості орних угідь в цій країні і не могло бути), але соціальна база шахського режиму в селі різко збільшилася на вказане десятиліття. З іншого боку, парціалізоване с/г в ці роки саме стало споживати велику частину виробленої продукції і у зв'язку з незабезпеченістю міст продовольством Іран був вимушений вдатися до с/г імпорту. Таким чином, вже в 1960-х роках спостерігаються протилежні соціальні й економічні наслідки аграрних перетворень.
У 1970-х роках виявилося, що темпи аграрних перетворень в країні виявилися дуже високими: на зміну феодальному безземеллю селянства через короткий період малоземелля приходить процес обезземелення села, що обуржуазнювалося, землі якого інтенсивно переходять в руки сільської заможної верхівки і тих же колишніх поміщиків (близько 30 % сільського населення). До 41 % селянства було вимушено мігрувати в міста, що не потребували такої кількості робочої сили, і склали там значний шар маргіналів, вибухонебезпечний в плані соціального протесту, традиційно масового в цій країні.

## Інші царини
Період «Білої революції» характеризується швидкими темпами промислового зростання завдяки політиці реформізму, що проводиться шахом, і припливу нафтодоларів, особливо з 1973 року. ВВП на душу населення збільшився за 1963—1978 зі 100 до 1 521 $/особу. Темпи приросту промислового виробництва становили 8,8 % на рік в період з 1962 по 1968 роки, 11,5 % в 1969—1972, 26 % в 1973—1978. Проте ці блискучі показники були досягнуті в основному за рахунок поступу, який блокує можливості демократичного розвитку капіталізму знизу з втягуванням в ринкові відносини основної маси населення. Отже, капіталістичний прогрес забезпечував засоби для існування незначної частини населення. В той же час не лише в селі, але і в місті старі форми існування руйнувалися швидше за затвердження нових.

## Недоліки
Трагедія Ірану епохи «Білої революції» полягала в тому, що темпи осучаснення країни були дуже швидкими, реформи недостатньо враховували національно-релігійну специфіку, а тому натрапили на дуже серйозний опір — культурно-цивілізаційну реакцію традиційного іранського суспільства на затвердження нових ринкових норм і умов існування, очолену шиїтським духівництвом. Згубними для «Білої революції» виявилися дуже великі доходи від нафти (в результаті підвищення цін на неї в 1973—1978 роках казна отримала понад 100 млрд нафтодоларів, з яких 40 млрд було витрачено на силові структури і стільки ж на державні промислові проекти).
Унікальне явище в світовій практиці реформ — наявність засобів і потужного репресивного апарату спонукали шаха ігнорувати опозиційні перетворення використанням сили (замість копіткої роботи з опозицією для її розколу та залучення частини її на свою сторону, шах практикував її повне придушення).
Численне шиїтське духовенство (лише у містах їх 15 000 осіб у 5 400 мечетях) виступало проти реформування систем освіти та судочинства в світському спрямуванні, побоюючись втратити свою ідеологічну монополію і вплив на маси. Посягання світської влади на свої традиційні привілеї улеми трактують як посягання на ісламські засади. В період «Білої революції» шах цілеспрямовано обмежував своїми реформами не лише політико-ідеологічну роль духовенства, але і його економічну міць (секуляризація церковної земельної власності), чим налаштував його проти себе.
Серйозну роль у поразці «Білої революції» відіграли також дещо нереальні плани шаха, який висловив ідею перетворення Ірану на наймогутнішу державу Азії, швидкими темпами перейти з феодальної у ядерну епоху. Іранська економіка не витримала цих планів і вже з 1977 року Іран відчув перші риси економічної кризи. Країна була вимушена масово імпортувати продовольство з-за кордону.
Біла революція закінчилася реакцією у вигляді Ісламської революції 1979 року.